# Kaodaismus

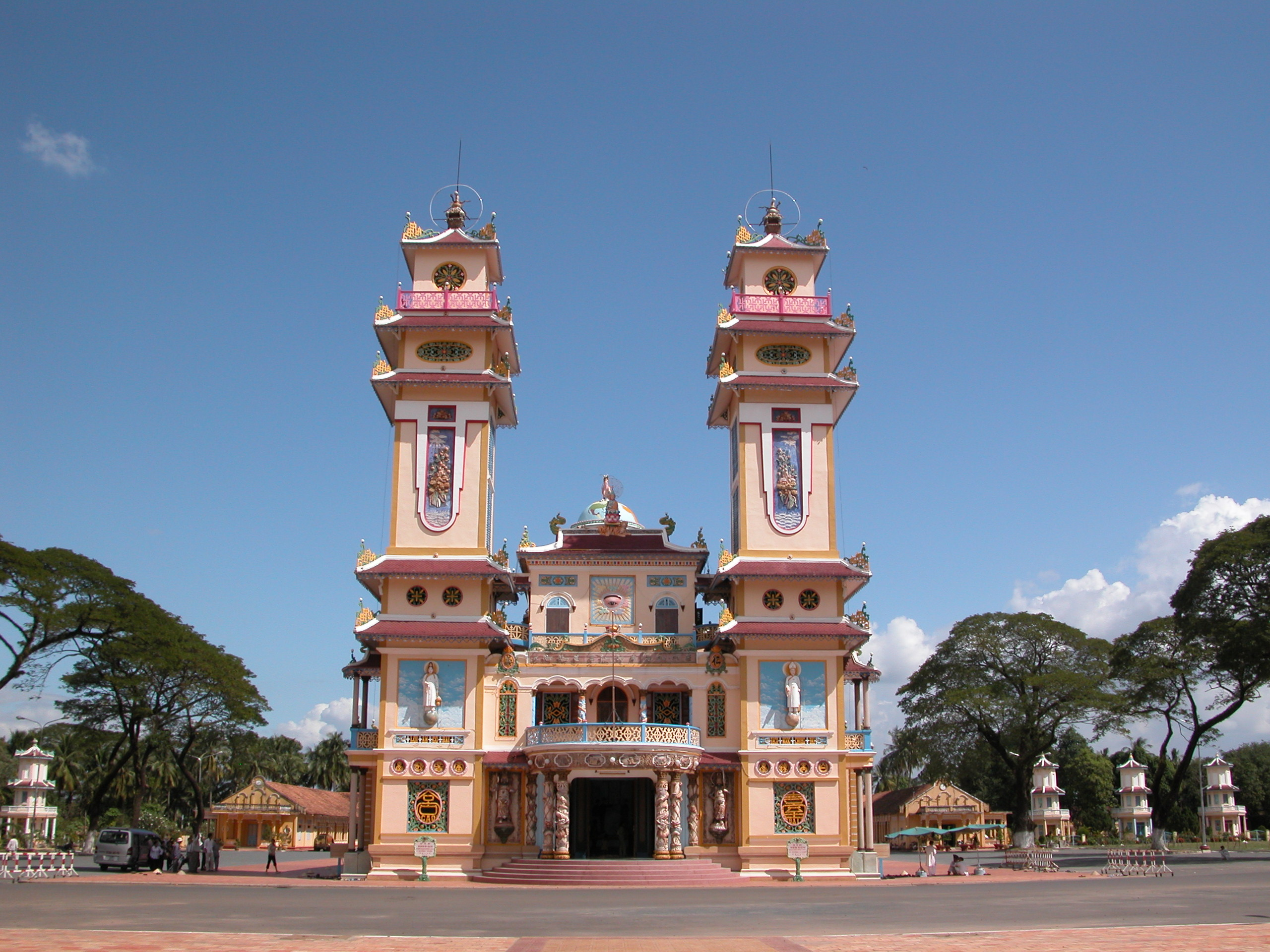
Chrám kaodaistů - Svatá stolice v provincii Tay Ninh

Kaodaismus (vietnamsky Đạo Cao Đài), též Cao Dai, popř. caodaismus, je relativně nové, synkretické monoteistické náboženství, jehož základní principy vytvořil jihovietnamský úředník francouzské koloniální správy Ngo Van Chieu (viet. Ngô Văn Chiêu) v roce 1926. Tento rok je považován za oficiální rok vzniku náboženství, které někdy používá i delší vietnamský název Đại Đạo Tam Kỳ Phổ Độ. Na počátku nového učení byla řada zjevení při spiritistických seancích, při nichž Chieu komunikoval s duchy - duch jménem Cao Dai, reprezentující universální božskou podstatu, mu od r. 1919 postupně přinášel své poselství. Duch Cao Dai je v kaodaistických chrámech, zvaných výrazem thanh that (thaň tat; viet. thánh thất), zastoupen symbolem vševidoucího božského oka. Nejsvětější chrám náboženství stojí v provincii Tay Ninh (viet. Tây Ninh) v jižním Vietnamu.

## Ustavení a principy
Oficiálně bylo francouzskou koloniální správou uznáno v roce 1926, když 7. října zástupci nového učení podepsali Vyhlášení založení náboženství Cao Dai. Samotné náboženství pak představuje v pořadí třetí zjevení, které mělo následovat po dvou dvojicích proroků (Buddha/Lao-c' a Ježíš/Mojžíš). Tyto čtyři osobnosti bývají spolu s Konfuciem zobrazováni nad oltářem s božským okem. Počet stoupenců tohoto náboženského směru se v současnosti odhaduje na 2-3 miliony. Kaodaisté mají vlastní církev s papežem a knězi, kteří nejsou povinni žít v celibátu. Náboženství má velmi důkladně propracovanou symboliku, namnoze převzatou z různých světových náboženství. Kaodaismus je rozšířen takřka výhradně ve Vietnamu, kde disponoval ještě v polovině 20. století (do r. 1954) i důležitou mocenskou silou, jelikož jeho církev vlastnila mimo jiné armádu. Podobně jako mnoho jiných náboženství, ani Cao Dai se nevyhnulo štěpení na různé školy.

## Víra a učení

### Mýtus o stvoření
Podle kaodaistického mýtu o stvoření, předtím, než existoval Bůh, bylo zde Tao, bezejmenný, beztvarý, neměnný, věčný zdroj zmiňovaný v Tao te ťing. Potom nastal Velký třesk, který dal vzniknout Bohu (emanace). Vesmír v tu chvíli ještě nemohl být zformován a, aby se tak stalo, Bůh stvořil Jin a jang. Převzal moc nad jangem a oddělil ze sebe část, aby stvořil Bohyni; aby ovládala jin. V přítomnosti jinu a jangu se zhmotnil vesmír. Bohyně je doslova matkou nesčetného množství věcí ve vesmíru.
Kaodaisté neuctívají pouze Boha Otce, ale také Svatou Matku, která je nazývána doslova Matka Buddha. Důležitost a role Boha je vyšší než Matky Buddhy. Navíc, Matka Buddha - stejně jako všichni buddhové - je součástí jangu, takže je to muž. Jin je ženská strana a Matka Buddha na Jin dohlíží, ale není jeho součástí. Bůh je symbolizován Vševidoucím okem, konkrétně levým, protože Jang je levá strana a Bůh je pánem Jangu. Existuje 36 sfér nebe a 72 planet nesoucích inteligentní život, přičemž číslo 1 je nejblíže nebi a 72 nejblíže peklu. Země je číslo 68. Dá se říci, že ani ten nejposlednější obyvatel planety 67 by neměnil s králem na planetě 68, atd.

### Tři učení
V pořadí od nejnáročnějšího k nejméně náročnému, tři učení v rámci kaodaismu jsou:
- Buddha
- Mudrc
- Svatý

Tři učení představují tři úrovně duchovního stavu, který lze dosáhnout, přičemž buddha je nejvyšší. Jednotlivé kaodaistické fáze spirituálního rozvoje z člověka jsou: Thần (anděl), Thánh (svatý), Tiên (mudrc), a Phật (buddha). Andělé, svatí a mudrci mohou žít v království nebeském nesmírně dlouho, ale pouze buddha je vymaněn z koloběhu života a smrti.

### Tři periody zjevení a spasení

#### První
1. Učení Buddhů – Dipankara Buddha
2. Učení Mudrců -
3. Učení Svatých - Fu Ši

#### Druhá
1. Učení Buddhů – Gautama Buddha
2. Učení Mudrců – Lao-c'
3. Učení Svatých – Konfucius a Ježíš

#### Třetí
Probíhá nyní (reprezentuje jej samotné Cao Dai) a řídí je přímo Bůh. Nebere na sebe lidskou podobu jako v minulých dvou obdobích a místo toho zasílá své učení prostřednictvím posvátných obřadů.
Tři Kotvy, reprezentanti Tří učení jsou:
1. Učení Buddhů – Kuan-jin
2. Učení Mudrců – Li Po
3. Učení Svatých – Kuan-ju

Mimochodem, Ježíš je považován za buddhu a skutečného Božího syna, seslaného samotným Bohem.

### Světci a svatí duchové
Ačkoliv různé kaodaistické sekty tvrdí, že obdržely sdělení od různých duchovních bytostí, Svatá Stolice v Tây Ninh jich uznává podstatně méně. Uvnitř Svaté Stolice je malba znázorňující Tři Světce podepisující smlouvu mezi Bohem a lidstvem. Zleva doprava jsou to Sunjatsen, Victor Hugo a Nguyen Binh Khiem (vietnamsky Nguyễn Bỉnh Khiêm). Dalšími světci jsou Buddha, Ježíš, Mohamed, Shakespeare, Johanka z Arku a Napoleon. Vedle světců existuje kolem 70 svatých duchů, kteří zahrnují amerického otce zakladatele Thomase Jeffersona, britského premiéra Winstona Churchilla, ruského revolucionáře Lenina, dále jsou mezi nimi i Descartes, Louis Pasteur, Lev Tolstoj, čínský básník Li Po a další.